# Wolfgang Weider

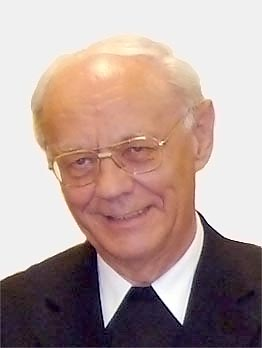
Wolfgang Weider (2007)

Wolfgang Weider (* 29. Oktober 1932 in Berlin; † 14. Februar 2024 ebenda) war ein deutscher römisch-katholischer Geistlicher und Weihbischof im Erzbistum Berlin.

## Leben

### Kindheit und Studium
Weider wuchs in einer katholischen Familie in Berlin-Karlshorst auf. Er hatte einen leiblichen Bruder; nach dem Ende des Zweiten Weltkriegs adoptierten seine Eltern einen Kriegswaisen. Ab 1939 besuchte Weider die vierjährige Volksschule. Während des Krieges wurde er 1943 nach Zittau evakuiert, wo seine Großeltern sowie seine Tante wohnten. Dort besuchte er das Gymnasium. Nach der Rückkehr nach Berlin im März 1945 erlebte er den Bombenkrieg und später den Einmarsch der sowjetischen Truppen sowie die Räumung des Stadtteils durch diese, welche hier die Militäradministration in Deutschland errichteten. Da sich die Wohnung der Familie am Rand des Stadtteils befand, war die Familie nicht betroffen, was sie dazu bewog, Menschen in ihrer Wohnung Obdach zu gewähren. Weider hatte früh den Wunsch, Priester zu werden. 1951 absolvierte er das Abitur in West-Berlin, da er im Ostteil der Stadt keine Möglichkeit für den Abschluss mit den für das Studium benötigten alten Sprachen hatte. Er studierte Theologie und Philosophie in Fulda und ab 1953 in Erfurt.

### Priester- und Bischofsamt
Wolfgang Weider empfing am 7. April 1957 die Diakonenweihe und am 21. Dezember 1957 durch Bischof Julius Döpfner in der St.-Joseph-Kirche in Berlin-Wedding das Sakrament der Priesterweihe. Anschließend war er zunächst Kaplan in der Pfarrei Mater Dolorosa in Berlin-Buch und ab 1962 in der Pfarrei Herz Jesu in Berlin-Prenzlauer Berg. 1966 übernahm er als Kuratus die Leitung der Gemeinde in Berlin-Treptow. 1971 wurde er als Pfarrer und Hausgeistlicher nach Michendorf versetzt, wo er zudem Religionslehrer in der Ausbildung katholischer Kindergärtnerinnen und Krankenschwestern war. 1976 berief ihn Alfred Kardinal Bengsch in das Bischöfliche Ordinariat in Ostberlin, wo er viele Jahre als Personalreferent für die Geistlichen und die Seelsorgehelferinnen im Ostteil des Bistums tätig war. 1981 wurde er zum Domkapitular an der Sankt-Hedwigs-Kathedrale ernannt.
Am 13. Februar 1982 ernannte ihn Papst Johannes Paul II. zum Titularbischof von Uzita und zum Weihbischof in Berlin. Die Bischofsweihe empfing er am 25. März desselben Jahres durch den damaligen Berliner Bischof Joachim Meisner, Mitkonsekratoren waren die Bischöfe Heinrich Theissing und Theodor Hubrich. Sein Brustkreuz schuf damals der Gosener Metallgestalter Hubert Kleemann.
Joachim Kardinal Meisner schenkte ihm ein Bischofskreuz mit einer Reproduktion des Spandauer Kreuzes, als sein Bischofskreuz mit der Silhouette der geteilten Stadt nach der Deutschen Wiedervereinigung 1990 seine Symbolkraft verloren hatte.
Weider war von 1984 bis 2003 Bischofsvikar für das Personal im Pastoralen Dienst und ab 1991 zusätzlich Leiter des Personaldezernats im Bischöflichen Ordinariat. Bis zum Eintritt in den Ruhestand war er Bischofsvikar für den Sachbereich Liturgie und liturgische Dienste. Während der Sedisvakanz im Jahr 1989 verwaltete er das Bistum Berlin als Diözesanadministrator.
In der Deutschen Bischofskonferenz gehörte er ab 1991 der Liturgiekommission und ab 2001 der Kommission für Ehe und Familie an.
Da Weihbischof Weider am 29. Oktober 2007 sein 75. Lebensjahr vollendete, nahm Papst Benedikt XVI. sein gemäß Codex iuris canonici angebotenes Rücktrittsgesuch an. Bis zur Weihe seines Nachfolgers Matthias Heinrich am 19. April 2009 blieb Weihbischof Weider weiter im Amt. Am Sonntag Gaudete des Jahres 2017, dem 17. Dezember, beging Weihbischof Weider in einem Pontifikalamt in der Sankt-Hedwigs-Kathedrale sein diamantenes Priesterjubiläum.
Wolfgang Weider lebte zuletzt in einem Berliner Pflegeheim und starb am Aschermittwoch 2024. Am 27. Februar 2024 wurde er auf dem St.-Hedwig-Friedhof in Berlin-Alt-Hohenschönhausen beerdigt.